# Antonow An-124
Die Antonow An-124 Ruslan (kyrillisch Антонов Ан-124 „Руслан“; NATO-Codename: Condor) wurde Ende der 1970er Jahre vom sowjetischen Konstruktionsbüro Antonow als großes Transportflugzeug für die Streitkräfte konzipiert. Ziel der Entwicklung war ein Flugzeug mit einer hohen Nutzlast. Es wird mittlerweile vorrangig für Charterfrachtflüge verwendet und nimmt in diesem Segment eine Monopolstellung ein.

## Geschichte

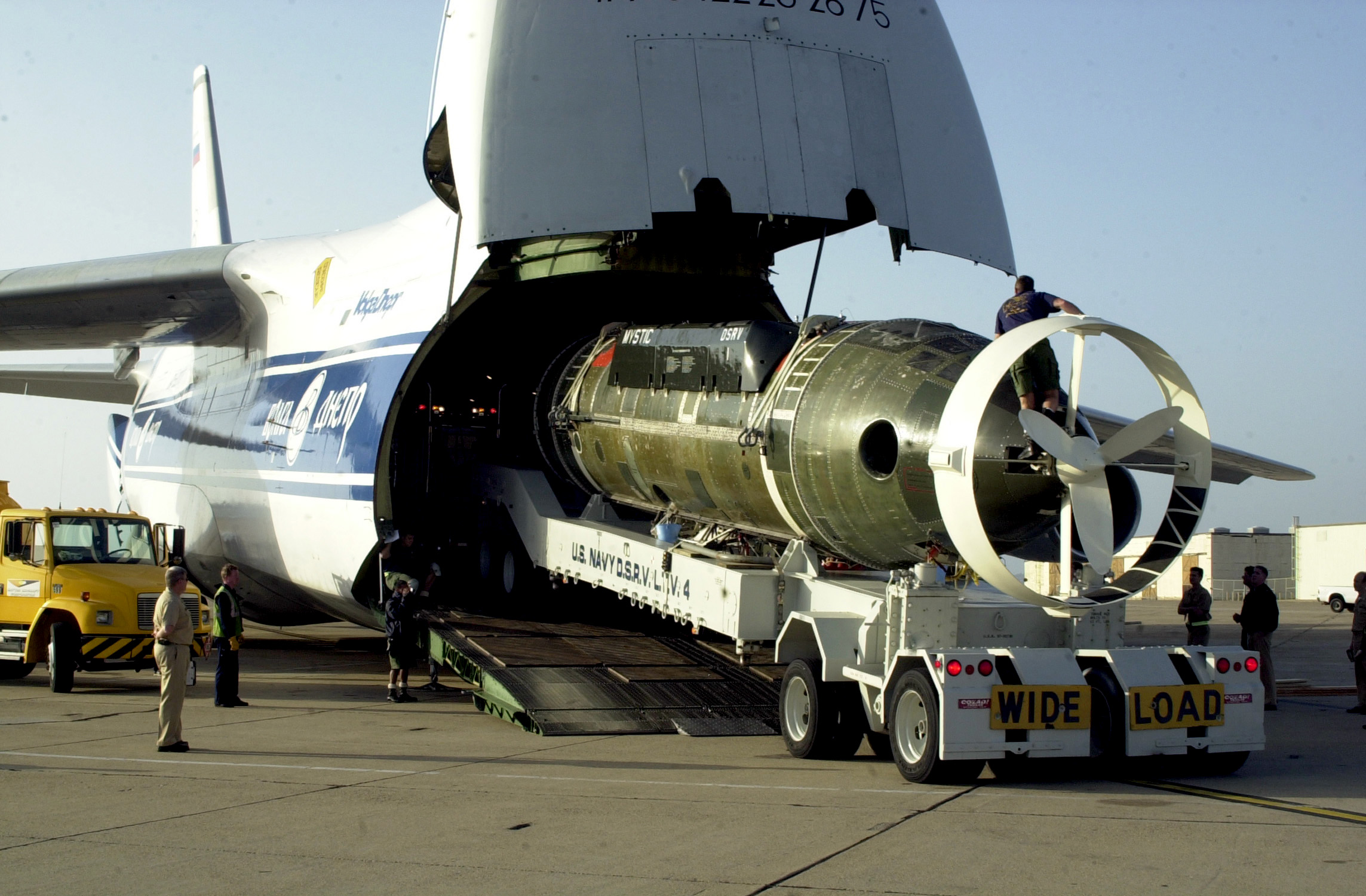
Verladung des Rettungs-U-Boots Mystic mittels Sattelauflieger in den Frachtraum (2004)

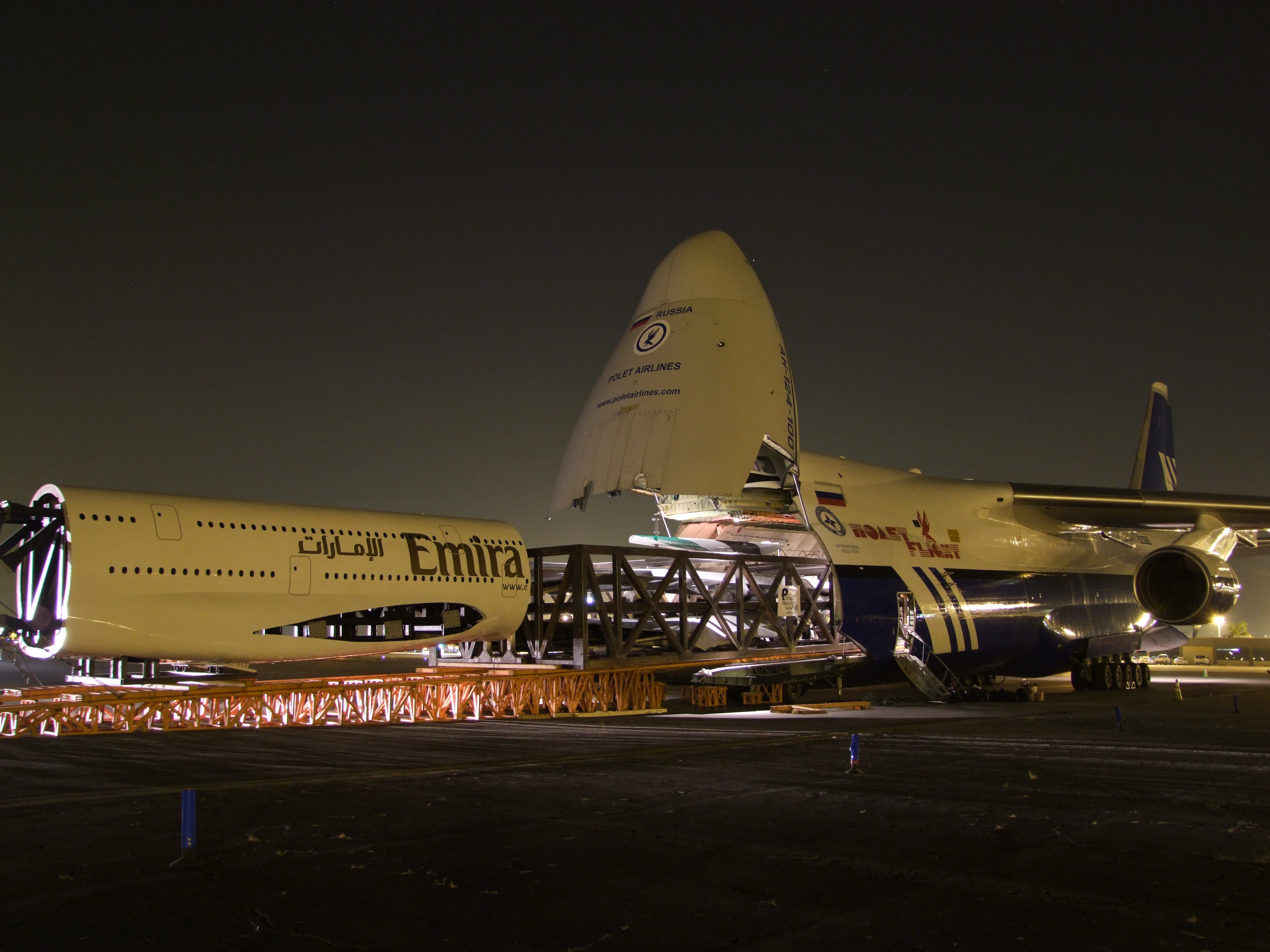
In den Rumpf einer An-124 wird ein Teil eines verkleinerten A380-Modells geladen

In der Entwicklungsphase erhielt der Typ zunächst die Projektbezeichnung Isdelije (Erzeugnis) 200 und später Isdelije 400, was nach seinem Erstflug kurzzeitig zu der Bezeichnung An-400 führte. Bei diesem, durchgeführt am 24. Dezember 1982 von der Besatzung des Piloten Wladimir I. Terski, war es mit einer maximalen Startmasse von über 400 Tonnen das größte Flugzeug der Welt und löste damit das westliche Gegenstück – die Lockheed C-5 Galaxy – ab. Die An-124 wurde am 28. Mai 1985 auf dem Pariser Aérosalon zum ersten Mal im Westen präsentiert. Gegenüber der vergleichbaren militärischen Lockheed C-5 hat sie einen kürzeren Rumpf, eine geringere Leermasse und eine höhere Nutzlast. Nach dem Zerfall der Sowjetunion und der damit verbundenen Verkleinerung der Armee wurden einige An-124 an zivile Betreiber verkauft. Die meisten Maschinen werden nun für weltweite Frachttransporte im Charterverkehr eingesetzt. Die größten zivilen Betreiber sind Volga-Dnepr Airlines (Russland) und Antonov Airlines (Ukraine). Insgesamt waren Mitte 2004 noch 49 von 56 (davon eine als Statische Belastungszelle) gebauten Exemplaren im Einsatz. Bei Abstürzen gingen vier Maschinen verloren.
Die Serienproduktion fand im Kiewer Werk Nr. 473 und im Uljanowsker Industriekomplex (UAPK) statt und endete mit der Auflösung der Sowjetunion. Ab dem Jahr 2000 wurden Exemplare fertiggestellt, deren Fertigung noch zu Sowjetzeiten begonnen, aber nicht mehr vollendet worden war. Diese Maschinen wurden als An-124-100 zwischen 2001 und 2004 ausgeliefert: 2001 und 2002 je ein Exemplar, 2004 drei Exemplare. Drei weitere (Baunummer 08-04, 08-05 und 08-06) sind bei Aviastar in Uljanowsk eingelagert. (Stand 2020)
Mehrmals wurde seitdem über eine Wiederaufnahme der Produktion diskutiert. Gegenstand der Planungen ist eine neue Version mit der Bezeichnung An-124-100M-150, welche eine um 30 t höhere Nutzlast über eine größere Reichweite befördern können und eine modernere Ausstattung (Triebwerke, Avionik usw.) erhalten soll. Durch diese Modernisierungen soll auch die Besatzung von fünf auf drei Personen reduziert werden können. Einige der Modernisierungen sollen auch bei bestehenden An-124 nachgerüstet werden können. Die Produktion soll im russischen Uljanowsk erfolgen. Ursprünglich sollten bereits ab 2007 oder 2008 weitere An-124 gebaut werden, allerdings gab es Streitigkeiten zwischen Russland und der Ukraine über den Produktionsstandort. Obwohl Antonow seit der Auflösung der Sowjetunion eine ukrainische Firma ist, besteht Russland mit der Übernahme der Rechte und Verpflichtungen aus den Verträgen der Sowjetunion darauf, dass die erneute Produktion der ursprünglich mit sowjetischen Mitteln entwickelten An-124 in Russland erfolgen müsste.
Auf der Moskauer Luftfahrtmesse MAKS 2009 gab das Verteidigungsministerium der Russischen Föderation bekannt, eine Wiederaufnahme der Produktion des Großraumtransporters Antonow 124 Ruslan zu versuchen. Besonders der größte zivile An-124-Betreiber Volga-Dnepr Airlines setzt sich für die Produktionswiederaufnahme ein und bekundete Interesse an der Lieferung 20 neuer An-124 in den Jahren 2011 bis 2020. Nachdem diese Pläne aber nicht vorwärtskamen, gab Volga-Dnepr Airlines bekannt, dass man sich für eine Aufnahme der An-124-Produktion im werkseigenen Wartungsbetrieb in Leipzig interessieren würde, da die Wiederaufnahme der Produktion in Uljanowsk eher unwahrscheinlich erscheine.
Am 11. Juli 2025 wurde eine überarbeitete An-124 von Kiew nach Leipzig überstellt.

## Beschreibung

### Auslegung

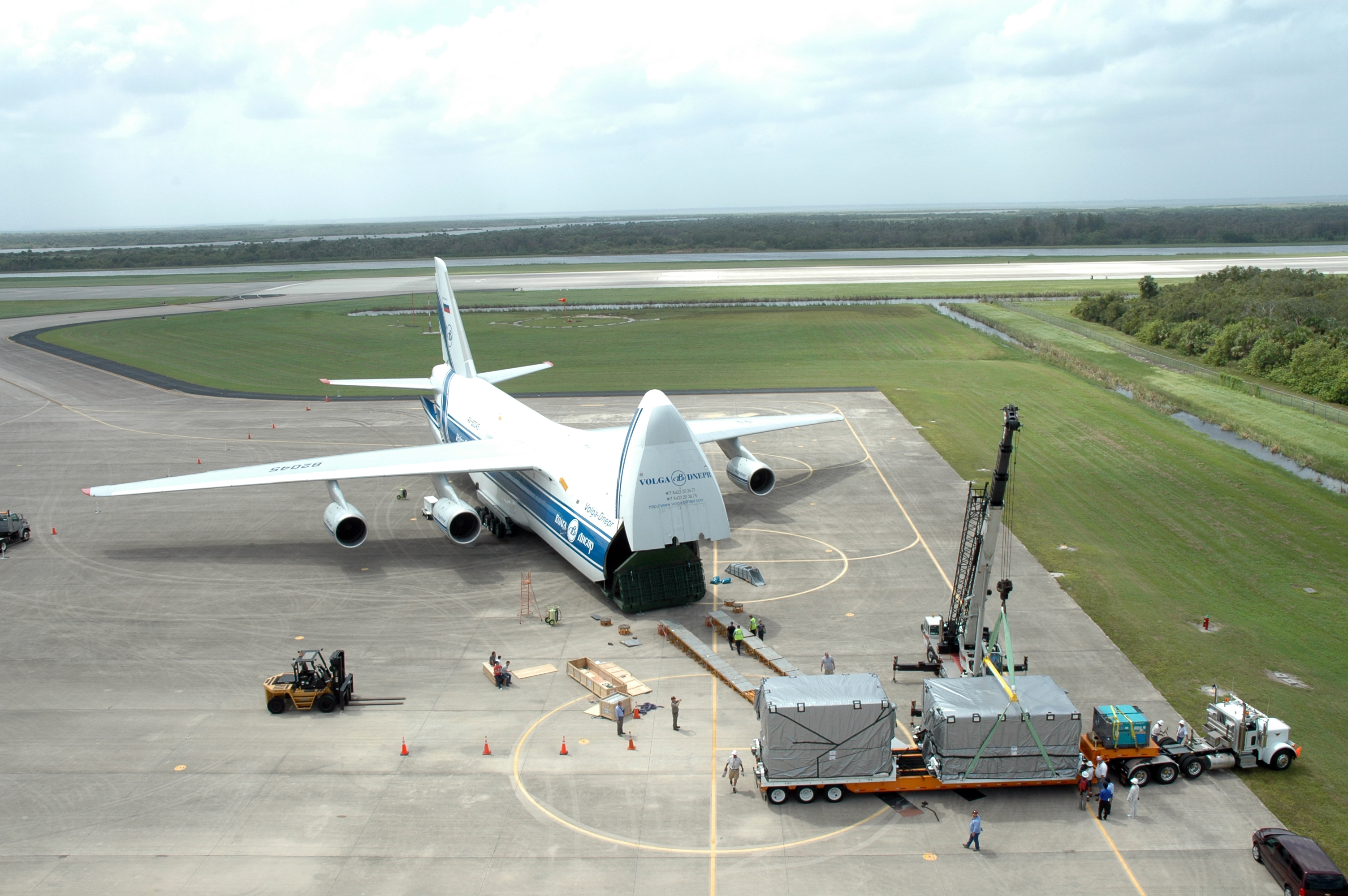
Antonow An-124 beim Entladen

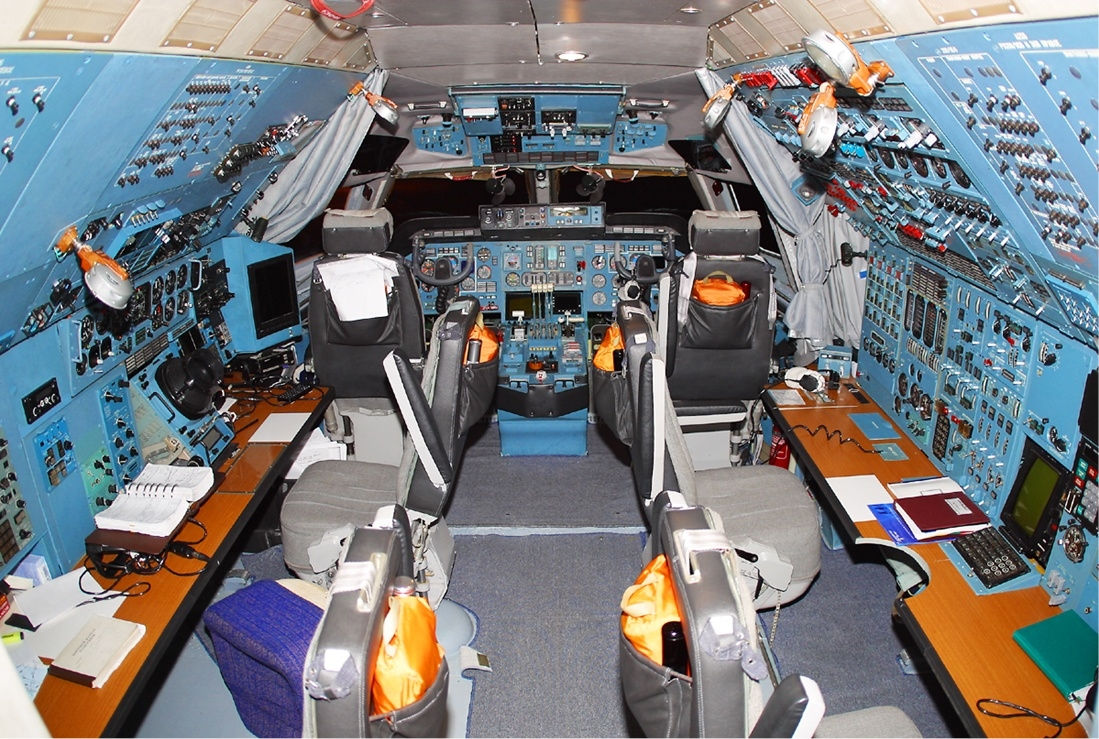
Cockpit der Antonow An-124

Die An-124 kann aufgrund ihrer Auslegung als Schulterdecker und wegen des robusten Fahrwerks auch auf unvorbereiteten Pisten und hart gefrorenem Schnee operieren. Die Beladung kann sowohl über den hochklappbaren Rumpfbug als auch über die Heckrampe im vollen Laderaumquerschnitt erfolgen. Ein besonderer Vorteil der An-124 als ziviler Frachter ist die Möglichkeit der sehr einfachen Be- und Entladung auch auf Flughäfen mit schlechter Infrastruktur. Dies ist möglich, da sich der Bug hydraulisch öffnen und durch Einziehen des Bugfahrwerks absenken lässt, wodurch sie über eine flache Rampe direkt vom Boden aus beladen werden kann. Um diese zusätzliche Last aufzunehmen, besitzt sie ein doppeltes Bugrad. Fahrzeuge wie PKW, LKW oder große Frachten auf Tiefladeanhängern, aber auch gepanzerte Kettenfahrzeuge können direkt vom Boden aus in den Laderaum fahren. Dies verdankt sie der ursprünglichen Auslegung auch als Militärtransporter. Eine von der maximalen Zuladung und Größe her vergleichbare Boeing 747-400ERF, die nur für zivile Nutzung konstruiert wurde, kann hingegen nur durch spezielle Hebebühnen be- und entladen werden, da sich deren Laderaumboden mehrere Meter oberhalb des Erdbodens befindet.
Hinter dem Cockpit befindet sich ein großer Schlaf- und Aufenthaltsraum für die Austauschbesatzung. Weiterhin ist hinter den Tragflächen im Oberdeck noch ein Bereich für die Frachtraumbesatzung oder für bis zu 88 Personen eingerichtet.
Der Frachtraum ist nicht als Druckkabine ausgeführt. Das Flugzeug hat keine Vorrichtung zur Luftbetankung.

### Weiterentwicklung An-225
Um wie bei den Shuttle Carrier Aircraft der NASA als Außenlast eine Raumfähre, konkret die sowjetische Buran, huckepack transportieren zu können, wurde eine Weiterentwicklung der An-124 erforderlich, da diese als Schulterdecker nur geringen Abstand der auf der Rumpfoberseite angebrachten Tragflächen zu den Raumfährentragflächen hat. Daher wurde ein zusätzliches Mittelstück eingesetzt und die noch größere, verbreiterte sechsstrahlige An-225 Mrija entwickelt, die bei identischem Rumpfquerschnitt zudem einen wesentlich längeren Frachtraum besaß. Dagegen waren die amerikanischen SCA nur gering modifizierte Boeing 747.

## Varianten
An-124 Ruslan
strategisches Schwerlasttransportflugzeug
An-124-100
kommerzielle Transportvariante
An-124-100M-150
kommerzielle Transportvariante ausgerüstet mit westlicher Avionik
An-124-102
kommerzielle Transportvariante mit Electronic Flight Instrument System
An-124-115M
geplante Variante mit Electronic Flight Instrument System und Rockwell-Collins-Avionik
An-124-130
vorgeschlagene Version
An-124-135
Variante mit Passagiersitzen und kombinierter Ladefläche
An-124-150
neue Variante mit erhöhter Nutzlast von 150 Tonnen
An-124-200
vorgeschlagene Version mit General-Electric-CF6-Triebwerken, mit jeweils 263 kN Schub
An-124-210
Gemeinsamer Vorschlag von Air Foyle HeavyLift zur Erreichung des Short Term Strategic Airlifter (STSA) mit Rolls-Royce-RB211-524H-T-Triebwerken mit jeweils 264 kN Schub und Honeywell-Avionik. Ausschreibung gewonnen von Boeing C-17.
An-124-300
Variante beauftragt durch die russischen Luftstreitkräfte mit neuer Avionik, neuem verbesserten Bremssystem und erhöhter Nutzlast von 150 Tonnen.

## Feste Kunden

### Verwendung/Einsatz

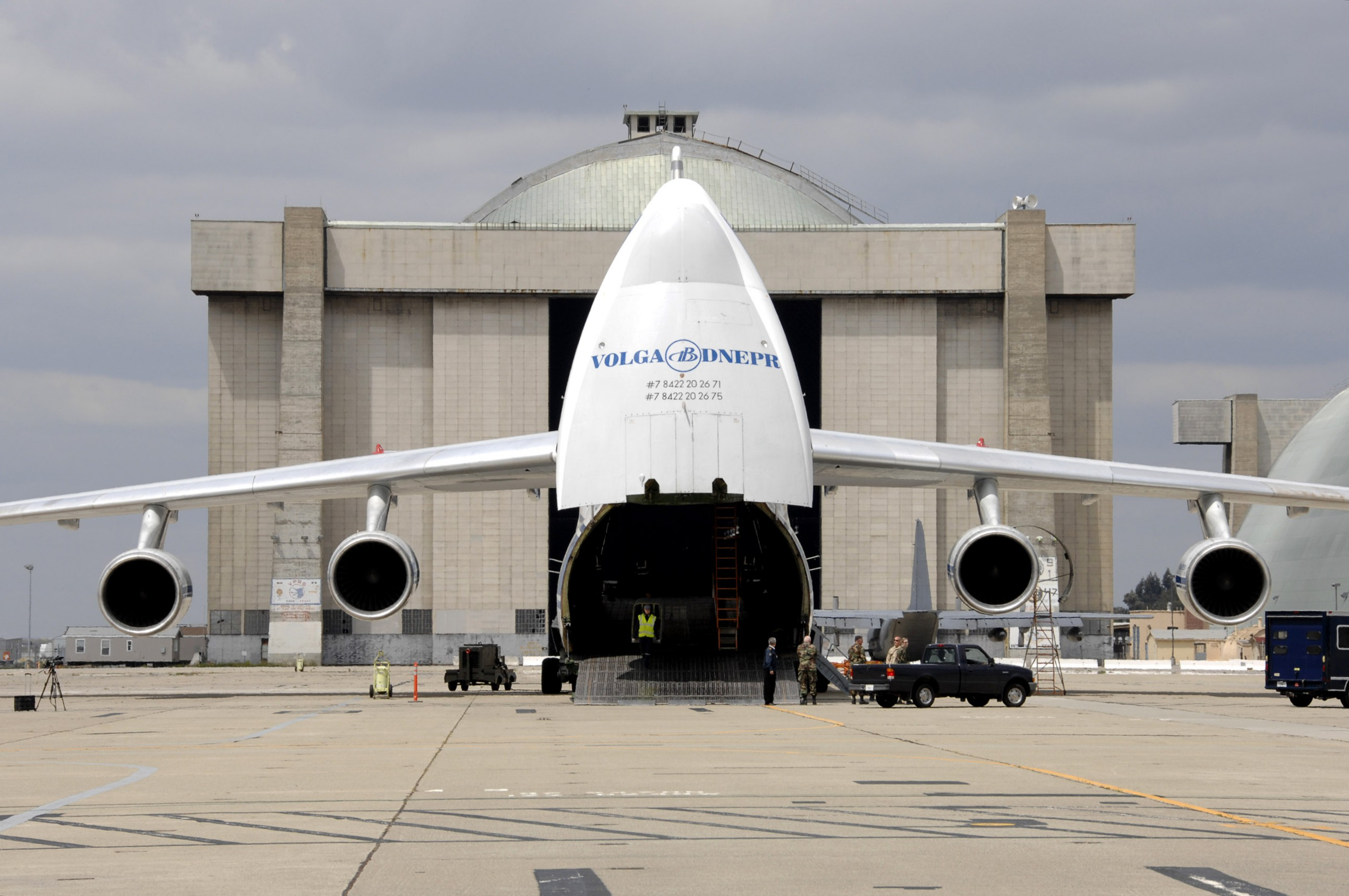
Antonow An-124 am Moffett Federal Airfield beim Transport von Hubschraubern der US-Luftwaffe nach Afghanistan

Seit dem 23. März 2006 stehen der NATO sowie der EU im Programm SALIS (Strategic Airlift Interim Solution) sechs über die Firma Ruslan SALIS GmbH geleaste An-124 zur Verfügung, um unter anderem die Lücke bis zur verspäteten Lieferung des Airbus A400M zu schließen. Mittlerweile sind alle sechs Transportflugzeuge am Flughafen Leipzig/Halle stationiert, wo sich auch der Wartungsstützpunkt von Ruslan SALIS befindet. Der größte Nutzer ist Deutschland; des Weiteren beteiligt sind Kanada, Tschechien, Dänemark, Finnland, Frankreich, Großbritannien, Ungarn, Luxemburg, Niederlande, Norwegen, Polen, Portugal, Slowakei, Slowenien und Schweden. Die Bundeswehr nutzte die Antonow An-124 von Ruslan SALIS beispielsweise im Zusammenhang mit dem Afghanistan-Einsatz oder um militärische Ausrüstung für die Kurden in den Irak zu bringen.
Boeing nutzt auch nach Einführung der 747LCF teilweise An-124 der Volga-Dnepr Airlines zur Beförderung der GE90-Triebwerke für die Boeing 777.
EADS nutzt Maschinen der Polet Airlines zum Transport von Bauteilen der Raumfahrtdivision. Darüber hinaus wurden auch bereits Komponenten des Airbus A380, im Speziellen die Triebwerksvariante Engine Alliance GP7200, mit An-124 transportiert.
Bis 2012 wiesen alle An-124 eine im Vergleich zu Passagierflugzeugen relativ geringe Betriebszeiten von 14.000 bis 24.000 Flugstunden auf. Es wurde beschlossen, die anfangs geplante Lebensdauer von 24.000 Flugstunden schrittweise auf 50.000 Stunden zu erhöhen.

### Liste der Betreiber

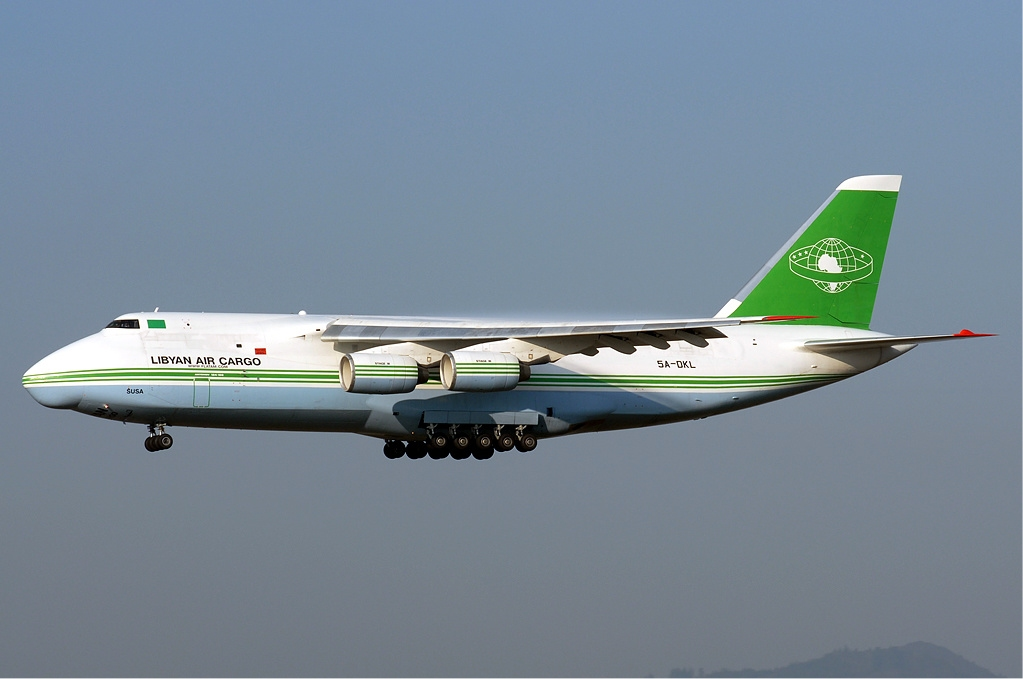
Eine An-124 der Libyan Air Cargo im März 2007

| Fluggesellschaft           | Erstauslieferung | in Betrieb | stillgelegt | abgestürzt | zerstört | bestellt |
| -------------------------- | ---------------- | ---------- | ----------- | ---------- | -------- | -------- |
| Antonov Airlines           | 1982             | 07         | 02          | 1          |          |          |
| Russische Luftstreitkräfte | 1985             | 10         | 16          | 1          |          | 1        |
| Polet Airlines             | 1987             |            | 04          |            |          |          |
| Libyan Arab Air Cargo      | 1992             |            |             |            | 1        |          |
| Maximus Air Cargo          | 2003             | 01         |             |            |          |          |
| Volga-Dnepr Airlines       | 1990             | 10         |             |            |          | 2        |
| Aeroflot                   | 1993             |            |             | 1          |          |          |
| Aviastar-TU                | 1993             |            |             | 1          |          |          |
| Gesamt                     |                  | 28         | 22          | 4          | 1        | 3        |

## Technische Daten

Dreiseitenriss

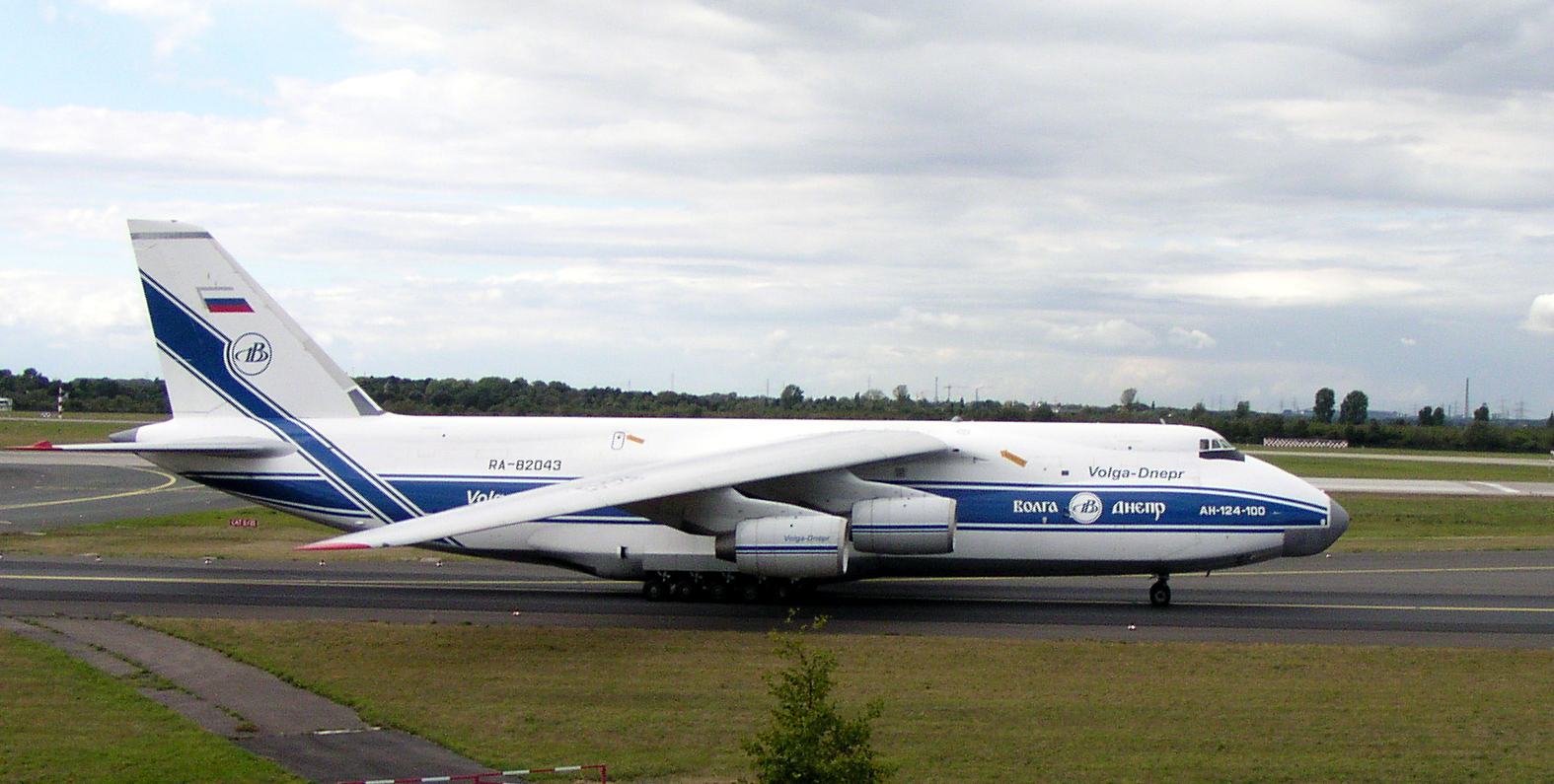
Eine An-124 rollt in Düsseldorf zum Start

| Kenngröße               | Daten |
| ----------------------- | --- |
| Hersteller              | Antonow |
| Konstrukteure           | Oleg K. Antonow (Gesamtleitung) Petro W. Balabujew (Koordination)                                                                                          |
| Besatzung               | 6 |
| Länge                   | 69,10 m |
| Spannweite              | 73,30 m |
| Höhe                    | 20,78 m |
| Flügelfläche            | 628,00 m² |
| Flügelstreckung         | 8,6 |
| Frachtraum (L×B×H)      | 36,50 m × 6,40 m × 4,40 m |
| max. Nutzlast           | 120.000 kg (Zivilversion) 150.000 kg (Militärversion) |
| Leermasse               | 173.000 kg |
| max. Startmasse         | 392.000 kg (Zivilversion) 405.000 kg (Militärversion) |
| Antrieb                 | vier Lotarjow-D-18T-Mantelstromtriebwerke von Iwtschenko Progress mit je 229,5 kN Schubkraft                                                               |
| Höchstgeschwindigkeit   | 865 km/h oder 0,77 Mach in 10.000 m Höhe |
| Reisegeschwindigkeit    | 800 km/h in 10.000 m Höhe 850 km/h in 12.000 m Höhe |
| Landegeschwindigkeit    | 230–266 km/h |
| Reichweite mit Zuladung | 04.800 km mit 120.000 kg Nutzlast 12.000 km mit 40.000 kg Nutzlast 15.700 km ohne Nutzlast                                                                 |
| Dienstgipfelhöhe        | 11.600 m |
| Maximalbelastung        | 2,5g |
| Startrollstrecke        | 3.000 m mit maximaler Zuladung auf befestigter Bahn 1.200 m mit geringer Zuladung auf unbefestigter Bahn 0800 m mit geringer Zuladung auf befestigter Bahn |
| Landerollstrecke        | 0800 m mit maximaler Zuladung auf befestigter Bahn |

## Rekorde
Mit der An-124 wurden mehrere Dutzend Rekorde aufgestellt, unter anderem:
- 1993 transportierte eine An-124 einen 135,2 Tonnen schweren Siemens-Generator (inkl. Transportgestell; 124 t wog der Generator)[14] und erzielte damit den Rekord für das schwerste einzelne Frachtstück, das auf dem Luftweg transportiert wurde.[15] Am 11. August 2009 wurde dieser Rekord von der An-225 gebrochen.
- Mit einer An-124 wurde am 7. Mai 1987 der FAI-Absolutrekord der Reichweite auf Rundkurs – 20.150,92 km – aufgestellt.[16] Der Flug dauerte 25:30 h. Damit war der vorige Rekord einer Boeing B-52 (18.245,05 km) übertroffen.

## Zwischenfälle
Bisher mussten fünf Antonow An-124 als Totalverluste abgeschrieben werden (Stand 5. Februar 2022), davon eine außerhalb des Flugbetriebes. Bei vier Unfällen kamen insgesamt 97 Menschen ums Leben.
- Am 13. Oktober 1992 stürzte der dritte An-124-Prototyp (СССР-82002) während eines Zertifizierungsfluges in einen Wald bei Kodra, nachdem im Flug der Radarradom versagte und die vordere Frachttür abgerissen war. Von neun Personen an Bord kamen acht ums Leben; ein Techniker, der kurz vor dem Absturz mit einem Fallschirm aus der Maschine abgesprungen war, überlebte (siehe auch Flugunfall einer Antonow An-124 in der Ukraine 1992).[18]
- Am 15. November 1993 verunglückte eine Antonow An-124-100 (Luftfahrzeugkennzeichen RA-8207) der Aviastar beim Anflug auf den Flughafen Kerman. Die Maschine war unbeladen auf dem Rückflug von Dubai in die Ukraine und sollte eine Warteschleife fliegen. Dabei kam sie vom Kurs ab, während sie planmäßig sank. Schließlich flog sie bei schlechter Sicht in einen Berg.[19]
- Am 8. November 1996 verunglückte die zur Flotte der Aeroflot gehörende und von Ajax betriebene Antonow An-124-100 (Luftfahrzeugkennzeichen RA-82069) auf einem Charterfrachtflug vom Militärflugplatz Tschkalowski zum Flughafen Turin. Der Flug war ein Leerflug, in Turin sollten Ferrari-Sportwagen für den Sultan von Brunei verladen werden. Kurz vor dem Aufsetzen auf der Landebahn des Zielflughafens führten die Piloten einen Fehlanflug durch. Anschließend gelang es ihnen nicht, die in niedriger Höhe fliegende Maschine hochzuziehen. Die Antonow streifte im hinter dem Flughafen gelegenen Dorf San Francesco al Campo Bäume und Hausdächer, ehe sie schließlich mit einem Wohnhaus kollidierte. Bei dem Unfall wurden zwei der 23 Insassen der Maschine getötet, außerdem starben zwei Hausbewohner (siehe auch Aeroflot-Flug 9981).[20]
- Am 6. Dezember 1997 kam es bei der Antonow An-124-100 (RA-82005), die die Ukrainian Cargo Airlines von der russischen Luftwaffe gechartert hatten, kurz nach dem Start vom Flughafen Irkutsk-Nordwest zu einem Flammabriss an drei Triebwerken. Die Maschine stürzte 1,6 Kilometer hinter der Startbahn auf zwei Irkutsker Wohnblocks. Alle 23 Insassen sowie 45 Personen am Boden kamen ums Leben (siehe auch Absturz einer Antonow An-124 in Irkutsk).[21]
- Am 29. Mai 2020 wurde eine An-124 (5A-DKN) während Kampfhandlungen im Kontext des Libyen-Krieges am Boden irreparabel beschädigt. Es befanden sich keine Personen an Bord.[22]
- Am 13. November 2020 kam es bei der An-124 (RA-82042) der Volga-Dnepr Airlines etwa zwei Minuten nach dem Start vom Flughafen Nowosibirsk-Tolmatschowo zum Zerbersten des inneren Backbordtriebwerks und zum Ausfall der Funkanlage. Trümmer der Turbine durchschlugen die Triebwerksummantelung (Uncontained Engine Failure), rissen Löcher in den Rumpf und in die Tragfläche und zerstörten zahlreiche Leitungen und Kabel. Das Transpondersignal sei beim Erreichen einer Höhe von 1825 Fuß verstummt.[23] Die Besatzung kehrte zum Flughafen zurück. Das Flugzeug war zu diesem Zeitpunkt vollgetankt für einen Flug nach Wien. Zusätzlich hatte es 84 Tonnen Fracht an Bord. Da Bremsen und Schubumkehr ausgefallen waren, schoss die Maschine bei der Notlandung mehr als 200 Meter über die Landebahn hinaus. Die knapp dreißig Jahre alte Maschine wurde dabei an den Tragflächen schwer beschädigt, das Bugfahrwerk brach nach dem Überfahren des Landebahnendes ab.[24] Triebwerksteile, die die Maschine in der Luft verloren hatte, fielen auf ein Baustellengelände. Bei dem Zwischenfall kam niemand zu Schaden.[25] Die Volga-Dnepr-Airlines nahmen ihre An-124-Flotte daraufhin vorsichtshalber außer Betrieb.[26] Am 30. Dezember 2020 wurde der Betrieb mit dem ersten überprüften Flugzeug wieder aufgenommen.[27] Die RA-82042 ist derzeit eingelagert.[28]